# Chamesol
Chamesol – miejscowość i gmina we Francji, w regionie Burgundia-Franche-Comté, w departamencie Doubs.
Według danych na rok 1990 gminę zamieszkiwało 310 osób, a gęstość zaludnienia wynosiła 30 osób/km² (wśród 1786 gmin Franche-Comté Chamesol plasuje się na 445. miejscu pod względem liczby ludności, natomiast pod względem powierzchni na miejscu 418.).